# Jean Baptiste Guesnay
Ne doit pas être confondu avec Germaine Guesnay.
Jean Baptiste Guesnay, né en 1585 à Aix-en-Provence et mort le 4 novembre 1658 à Avignon, est un jésuite et historien français.

## Biographie
Né en 1585 à Aix-en-Provence, fut admis dans la Compagnie de Jésus à l’âge de dix-sept ans, y professa la philosophie et ensuite la théologie, fut nommé successivement recteur des collèges de Besançon, Avignon, Arles et Marseille, et mourut dans la maison de son ordre à Avignon, le 4 novembre 1658. 

## Œuvres
- Magdalena Massiliensis advena, sive de ejus in Provinciam appulsu dissertatio historica, Lyon, 1645, in-4°. Il cherche à prouver, contre le sentiment de Launoy, que Ste-Madeleine a véritablement fait un voyage en Provence.
- Auctuarium historicum de Magdalena Massiliensi advena, ibid., 1644, in-4°. C’est une réponse à la réfutation que Launoy avait publiée de la dissertation précédente : le P. Guesnay se tint caché sous le nom de Pierre Henri, et se donna ainsi la facilité de défendre son opinion avec une aigreur très-déplacée, même dans la bonne cause.
- Le Triomphe des reliques de Ste-Madeleine, ibid., 1647, in-8°, sous le nom de Denys de la Ste-Baume.
- Cassianus illustratus, sive chronologia vitæ Sancti Joannis Cassiani, ibid., 1632, in-8°. Le cardinal Noris dit que Guesnay y représente Cassien, non tel qu’il a été, mais comme il aurait voulu qu’il eut été.
- Provinciæ Massilierisis annales, seu Massilia gentilis et christiana, libri tres, ibid., 1657 ou 1659, in-fol. Cette histoire de Marseille n’est point estimée. L’auteur y suit pas à pas Clapiers et Nostradamus, et ne se montre ni plus exact ni plus judicieux que ces deux écrivains. On retrouve à la fin ses deux réponses à Launoy.